# Antromysis peckorum
Antromysis peckorum är en kräftdjursart som beskrevs av Bowman 1977. Antromysis peckorum ingår i släktet Antromysis och familjen Mysidae. Inga underarter finns listade i Catalogue of Life.